# Northport (Washington)
Northport é uma cidade  localizada no estado norte-americano de Washington, no Condado de Stevens.

## Demografia
Segundo o censo norte-americano de 2000, a sua população era de 336 habitantes.
Em 2006, foi estimada uma população de 339, um aumento de 3 (0.9%).

## Geografia
De acordo com o United States Census Bureau tem uma área de
1,5 km², dos quais 1,5 km² cobertos por terra e 0,0 km² cobertos por água. Northport localiza-se a aproximadamente 666 m acima do nível do mar.

## Localidades na vizinhança
O diagrama seguinte representa as localidades num raio de 36 km ao redor de Northport.